# Espía por accidente
Espía por accidente (en chino: 特務迷城) es una película de acción y de artes marciales de 2001 de Hong Kong, protagonizada por Jackie Chan, Eric Tsang, Vivian Hsu y Wu Hsing-kuo y dirigida por Teddy Chan. La filmación tuvo lugar en Seúl, Hong Kong, Estambul y Capadocia, Turquía. Aunque es una película de Hong Kong, gran parte del diálogo es en inglés, particularmente durante las comunicaciones entre los personajes chinos y los personajes coreanos y turcos. A pesar de tener un argumento bastante serio y oscuro en algunas partes, todavía muestra algo de humor, como es típico de las películas de la filmografía de Chan. 
Espía por accidente ha recibido reseñas mixtas por parte de la crítica especializada. En el indicador web Rotten Tomatoes la película tiene un escaso 29% de aprobación basado en 7 reseñas. La cinta logró obtener 30.009.076 dólares de Hong Kong durante su estancia en los cines de ese país, convirtiéndose en la tercera película más exitosa en términos de taquilla ese año en el país asiático.

## Sinopsis
Un periodista cubre una historia en una aldea en Turquía donde muchas personas han muerto misteriosamente, aparentemente por neumonía, mientras un equipo científico intenta encontrar una cura. Mientras tanto, un grupo terrorista disfrazado de granjeros disparan contra los científicos y el equipo de noticias, matándolos a todos. Poco después del ataque, los miembros de la embajada de Corea del Sur en Estambul discuten la situación antes de que regrese uno de sus antiguos agentes desaparecidos.
Mientras tanto, en Hong Kong, Jackie Chan trabaja como vendedor de equipos de ejercicio. Después de un día sin éxito en el trabajo, come en un centro comercial e intuitivamente sospecha que está a punto de ocurrir un robo. Jackie frustra los planes de los ladrones y atrae mucha atención de los medios por sus acciones. Más tarde, un extraño se acerca a Jackie, ansioso por hablar con el héroe que frustró el robo. El extraño se presenta con el nombre de Manny Liu y le dice a Jackie que está reuniendo a varios hombres de la edad y la descripción de Jackie, uno de los cuales podría ser el hijo de un hombre rico coreano conocido como Park Wong Jung (alias Mr. Park), quien busca dejar su fortuna a su verdadero hijo. Después de ser golpeado por sus deudores, Jackie salva a Manny y lo trae de regreso a su departamento. Manny presenta a Jackie a uno de sus socios para una entrevista. 
Después de hablar con el socio de Manny, Jackie es llevado a Corea del Sur para conocer al Sr. Park, que está muriendo de cáncer cerebral terminal y no tiene mucho tiempo para vivir. Jackie se da cuenta de que están siendo seguidos por hombres misteriosos en un vehículo sin placas. Antes de hablar con el Sr. Park, Jackie se encuentra con una reportera coreana llamada Carmen Wong que está ansiosa por hacerle preguntas sobre el Sr. Park. Carmen revela que Park Wong Jung era un doble agente coreano que desertó recientemente (como se muestra en la escena anterior). Ella le pide que averigüe por qué desertó, y como tal, Jackie regresa al hospital y presencia a unos matones tratando de interrogar al Sr. Park mientras lo agredían físicamente en su cama de hospital. Jackie lo defiende de los atacantes, y el Sr. Park le da la oportunidad de trabajar para él. Le da a Jackie un colgante de crucifijo (que parece ser un objeto brillante de Jackie ve en sueños), confirmando que este hombre es su padre. Cuando el Sr. Park fallece, se le pide a Jackie que esparza sus cenizas junto a la tumba de su esposa como último deseo. En la tumba, encuentra la primera pista del "juego" grabado en la lápida sepulcral, un mensaje que dice "espérame". Después de dejar el cementerio, Jackie y Carmen escapan por poco de los mismos matones que asaltaron al Sr. Park anteriormente. Jackie finalmente se da cuenta de que las letras de la frase corresponden a un número de teléfono y hace la llamada, comunicándose con el Banco de Estambul.
Después de una serie de acertijos y de seguir una gran cantidad de pistas, Manny revela que toda su aventura fue en realidad una misión de inteligencia organizada para una agencia de inteligencia estadounidense no divulgada. Los antecedentes de Jackie como huérfano, combinados con su talento en combato y sus intuiciones extremadamente agudas, lo habían convertido en un candidato perfecto para un agente independiente que podía realizar misiones especiales. La misión se estableció como un "juego" para Jackie, ya que él no era un agente oficial y, por lo tanto, no se podía oficializar dicha misión. Su aguda intuición le permitió interpretar correctamente sus "pistas", permitiéndole llevar a cabo su misión con éxito. Mientras tanto, los sueños de sus padres eran ilusiones, lo que Manny ayudó a crear drogando la bebida de Jackie. En una escena posterior a los créditos, Jackie ahora es agente y está en Italia, disfrazada de mensajero. Le entrega un maletín a un hombre y luego envía a la policía para que lo arresten. 

## Reparto
- Jackie Chan como Buck Yuen/Bei.
- Eric Tsang como Manny Liu.
- Vivian Hsu como Yong.
- Kim Min-jung como Carmen Wong.
- Wu Hsing-kuo como Lee Sang-zen.
- Cheung Tat-ming como Stan.
- Alfred Cheung como el abogado.
- Anthony Rene Jones como Philip Ashley.
- Glory Simon como la reportera.
- Scott Adkins como el líder turco.
- Didem Erol como la novia del jefe de la mafia.
- Lillian Ho como Candice.
- Gordon Alexander como la mano derecha de Zen.
- Joh Young-kwon como Park Won-jung.